# Asterothyrium longisporum
Asterothyrium longisporum är en lavart som beskrevs av Lücking. Asterothyrium longisporum ingår i släktet Asterothyrium och familjen Gomphillaceae.   Inga underarter finns listade i Catalogue of Life.